# Voetbalkampioenschap van Elbe-Elster 1928/29
In 1928/29 werd het negende voetbalkampioenschap van Elbe-Elster gespeeld, dat georganiseerd werd door de Midden-Duitse voetbalbond. 
FC 1909 Preußen Biehla werd kampioen en plaatste zich voor de Midden-Duitse eindronde. De club verloor meteen van Naumburger SVgg 05.

## Gauliga
| Plaats | Club                        | Wed. | W  | G | V | Saldo | Ptn.  |
| ------ | --------------------------- | ---- | -- | - | - | ----- | ----- |
| 1.     | SC Preußen 1909 Biehla      | 14   | 11 | 1 | 2 | 57:20 | 23:5  |
| 2.     | SpVgg 08 Bockwitz           | 14   | 9  | 2 | 3 | 37:23 | 20:8  |
| 3.     | VfB 1907 Herzberg           | 14   | 8  | 0 | 6 | 32:25 | 16:12 |
| 4.     | FC Fortuna Mückenberg       | 14   | 6  | 2 | 6 | 30:24 | 14:14 |
| 5.     | VfB Hohenleipisch 1912      | 14   | 5  | 2 | 7 | 32:40 | 12:16 |
| 6.     | FC Hartenfels 1909 Torgau   | 14   | 5  | 0 | 9 | 18:36 | 10:18 |
| 7.     | SC Sportfreunde 1910 Torgau | 14   | 4  | 1 | 9 | 25:41 | 9:19  |
| 8.     | SV Vorwärts Falkenberg      | 14   | 3  | 2 | 9 | 23:45 | 8:20  |

|  | Kampioen, geplaatst voor Midden-Duitse eindronde |